# Banco de varejo
Um banco de varejo (português brasileiro) ou de retalho (português europeu) é um banco comercial que realiza transações diretamente com os consumidores — pessoas físicas — e não com empresas ou outros bancos. Oferece produtos e serviços tais como  contas de poupança, contas correntes, empréstimos com garantia hipotecária, empréstimos pessoais, cartões de débito, seguros e cartões de crédito.